# 8057 Hofmannsthal
A 8057 Hofmannsthal (ideiglenes jelöléssel 4034 T-1) a Naprendszer kisbolygóövében található aszteroida. Cornelis Johannes van Houten, Ingrid van Houten-Groeneveld és Tom Gehrels fedezte fel 1971. március 26-án.